# Coupe d'Allemagne de football 1958
Navigation
Édition précédente Édition suivante
La coupe d'Allemagne de football 1958 est la quinzième édition de l'histoire de la compétition. La finale a lieu à Cassel au Auestadion. 
Le VfB Stuttgart remporte le trophée pour la deuxième fois de son histoire. Il bat en finale le Fortuna Düsseldorf sur le score de 4 buts à 3 en prolongation. Le Fortuna Düsseldorf échoue pour la troisième fois en finale après 1937 et 1957.

## Tour de qualification
Les résultats du tour de qualification.
| Date           | Domicile           | Extérieur     | Score           |
| -------------- | ------------------ | ------------- | --------------- |
| 09 - 08 - 1958 | SV Tasmania Berlin | VfL Osnabrück | 1 - 1 (a . p .) |

| Date           | Domicile      | Extérieur          | Score |
| -------------- | ------------- | ------------------ | ----- |
| 21 - 09 - 1958 | VfL Osnabrück | SV Tasmania Berlin | 1 - 3 |

## Demi-finales
Les résultats des demi-finales
| Date           | Club recevant      | Score | Club visiteur      |
| -------------- | ------------------ | ----- | ------------------ |
| 21 - 09 - 1958 | 1. FC Saarbrücken  | 1 - 4 | VfB Stuttgart      |
| 26 - 10 - 1958 | SV Tasmania Berlin | 1 - 2 | Fortuna Düsseldorf |

## Finale
| Entraîneur : |
| Georg Wurzer |

| Entraîneur :      |
| Hermann Lindemann |

| Entraîneur : |
| Georg Wurzer |

| Entraîneur :      |
| Hermann Lindemann |